# Institut culturel et linguistique Jean-Mermoz

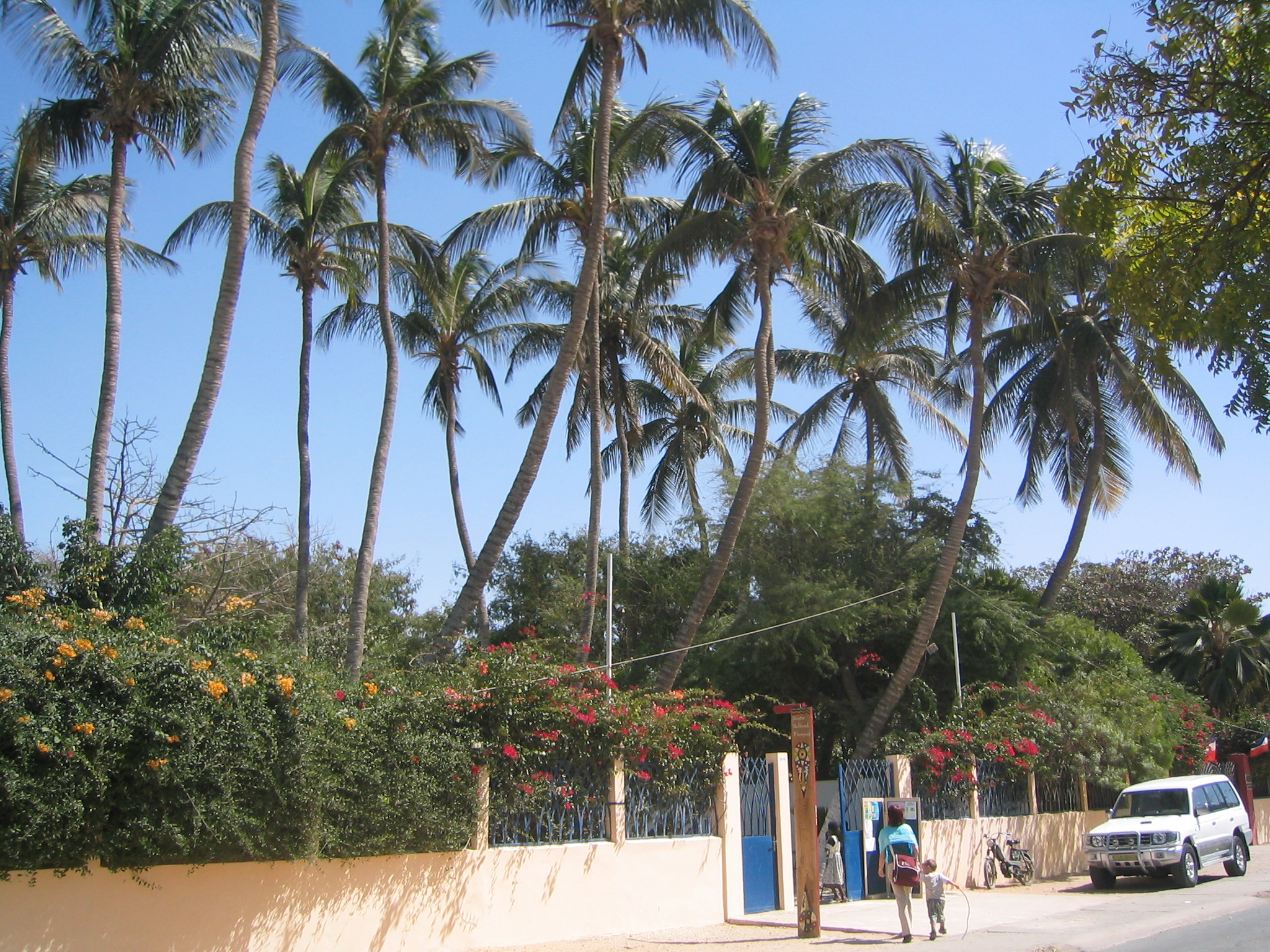
L'entrée de l'Institut

Présentation
L'Institut français du Sénégal à Saint-Louis ex. Institut culturel et linguistique Jean-Mermoz (ICL) a pour mission de diffuser la langue et la culture française à Saint-Louis (Sénégal). 
C'est aussi un lieu privilégié d'échanges entre la France et le Sénégal. 
Etabli en 1965, agrandi en 1976 et rénové en 2002, l’Institut français du Sénégal à Saint-Louis a connu plusieurs appellations. Il s’est transformé au fil des années et abrite aujourd’hui plusieurs espaces : la médiathèque Alioune Diop, l’espace langues et multimédia, la salle de cinéma, la galerie du fleuve, une salle de danse, deux scènes de spectacles, une résidence d’artistes Villa Saint-Louis Ndar, l’incubateur Teranga Tech’ Incub Saint-Louis et un bloc administratif. Une équipe d’une vingtaine d’agents et la directrice déléguée animent cet ensemble qui est aussi la principale offre de lecture publique à un bassin de population régional de près d’un million d’habitants.
En 2018, l’IFSL a connu d’importantes transformations. Il était séparé en trois lots : le centre culturel, le consulat et la résidence des directeurs. À partir de 2018, ces trois lots ont été unifiés : les murs séparant l’ancien consulat (fermé depuis 2009) et la villa privée ont été abattus et l’Institut s’est trouvé agrandi. Sa jauge peut désormais contenir 1000 personnes.
Depuis 2022, à la suite de la nouvelle charte graphique, la dénomination exacte est Institut français du Sénégal à Saint-Louis avec une réorganisation des missions et des services.

## Histoire
Le Centre a été créé en 1965, agrandi en 1976 et rénové en 2002.
Le 13 octobre 2004, ses activités fusionnent avec celles de l'Alliance française et l’institution change d’appellation. Elle devient l’Institut culturel et linguistique Jean-Mermoz, en hommage à l’aviateur français Jean Mermoz, figure légendaire de l’Aéropostale, qui réussit en 1927 un vol sans escale de Toulouse à Saint-Louis. En 2009 il devient Institut français à la suite d'une nouvelle réforme. Depuis 2022, à la suite de la nouvelle charte graphique, la dénomination exacte est Institut français du Sénégal à Saint-Louis  

## Organisation
L'Institut est un service extérieur de l'ambassade de France. Son directeur est nommé par le ministère des Affaires étrangères français, tandis que les employés sont recrutés localement.
A travers une organisation autour du secrétariat général, l’Institut est subdivisé en différents pôles, autour du secrétariat général pour assurer la bonne gestion des activités.
Installé à la pointe nord de l’île depuis 1965, l’Institut français du Sénégal à Saint-Louis a connu plusieurs appellations et s’est agrandi depuis 2010 : il abrite aujourd’hui différents espaces : médiathèque, espace langues et multimédia, salle de cinéma, galerie du fleuve, salle de danse, scènes de spectacles, une résidence d'artistes (Villa Saint-Louis Ndar) un incubateur (Teranga Tech' Incub Saint-Louis) et un bloc administratif. 

## Activités
Une bibliothèque aujourd'hui très fournie existe depuis la création du centre.
Deux espaces de plein air programment des spectacles vivants (concerts, danse, théâtre).
Tout au long de l'année, l'Institut accueille musiciens, plasticiens et conférenciers. Il est particulièrement impliqué dans le développement de l'action culturelle locale et la diffusion de la langue française.
Dans le domaine de la coopération éducative, linguistique et culturelle, l’Institut propose une offre de cours dispensés selon le Cadre Européen Commun de Référence pour les Langues (CECRL) par une équipe d’une vingtaine de professeurs vacataires sur plusieurs sites. Il agit en concertation avec l’Université Gaston Berger et avec l’Inspection académique de la région de Saint-Louis pour entreprendre des actions de coopération pluridisciplinaires et de valorisation de la francophonie. Il accompagne et soutient, via Campus France, la mobilité étudiante.
La programmation annuelle des spectacles (musique, danse, théâtre) dans les deux espaces de plein air propose des productions culturelles venant de France, d’Afrique ou d’ailleurs. C’est dans ce cadre que l’Institut français du Sénégal reçoit des artistes en tournée internationale ou nationale, qui parcourent également les scènes du réseau sénégambien composé des Alliances franco-sénégalaises de Kaolack, Ziguinchor et Banjul (Gambie).0
En février 2023, l'Institut français du Sénégal à Saint-Louis a inauguré les locaux de son nouvel incubateur Teranga Tech' Incub Saint-Louis. L’incubateur de Saint-Louis est le premier hub d’innovation destiné à l’économie bleue au Sénégal. Les enjeux dans ce secteur sont cruciaux dans la région de Saint Louis et plus largement au Sénégal et en Afrique. Avec ses 230 mètres carrés d’espace neuf totalement équipé, consacré à l’innovation et à l’entrepreneuriat, l’incubateur de Saint Louis constitue une véritable vitrine de l’innovation et de l’entrepreneuriat dans la zone Nord.
Seul établissement étranger de la région, l’Institut français de Saint-Louis est un site de production et de diffusion de spectacles, de résidences d’artistes, d’expositions, de projections, de conférences, de débats d’idées, d’ateliers, d’animations tout public, ainsi que de cours de français, de wolof, d’Informatique & multimédia. Il est aussi une interface, un acteur et un facilitateur du réseau des coopérations décentralisées actives dans une région qui compte 3 départements ( Saint-Louis, Dagana, Podor) et couvre 19 034 km2.

## Accès
Les locaux de l'Institut sont installés sur l'avenue Jean Mermoz — une artère située dans le nord de l'île Saint-Louis —, jumelés  au bâtiment de l'ancien Consulat de France qui se trouve avant la caserne des pompiers.